# Kit Carson
Christopher Houston Carson, más conocido como Kit Carson (Condado de Madison, Kentucky; 24 de diciembre de 1809 - Fort Lyon (Las Ánimas), Colorado; 23 de mayo de 1868) fue un explorador, agente indígena y residente fronterizo estadounidense.
Criado en Misuri, se fugó de su casa a la edad de 15 años para convertirse en un cazador de pieles y comerciante en el Suroeste. A principios de los años 1840 se desempeñó como guía de las exploraciones al oeste de John C. Frémont. Dirigió la expedición del general Stephen Kearny hacia California durante la Intervención estadounidense en México, haciendo diligencias frecuentemente en Washington D. C..
En 1854 fue designado agente indígena (representante oficial del gobierno de Estados Unidos ante las tribus indias) en Taos, Nuevo México. Durante la guerra civil estadounidense comandó al primer voluntariado de Nuevo México. En 1868 fue nombrado superintendente de asuntos indígenas del Territorio de Colorado. Sus aportes a la expansión hacia el oeste lo convirtieron en un héroe folclórico.
- Datos: Q379673
- Multimedia: Kit Carson / Q379673